# Рихард фон Грайфенклау цу Фолрадс
Рихард фон Грайфенклау цу Фолрадс (на немски: Richard Greiffenclau von Volrads Erzbischof von Trier; * 1467, дворец Фолрадс при Оещрих-Винкел, † 13 март 1531, дворец Отенщайн при Витлих) от стария благороднически род Грайфенклау в Рейнгау в днешен Хесен, е архиепископ и курфюрст на Трир (1511 – 1531).

## Биография
Той е третият син на Йохан фон Грайфенклау цу Фолрадс († 1485/1488) и съпругата му Клара фон Ратзамхаузен († 1515), дъщеря на Хайнрих I фон Ратзамхаузен († 1449) и Мария Хазе фон Диблих.
Рихард фон Грайфенклау учи пет години и през 1487 г. става катедрален капитулар в Трир. От 1488 г. следва в Сорбоната в Париж. През 1503 г. той получава службата кантор в катедралата на Трир и става каноник в Майнц. На 14 май 1511 г. е избран за архиепископ на Трир, на 29 май 1512 г. е помазан за свещеник и на 30 май 1512 г. за епископ. От 30 май 1512 г. започва службата си.
През 1515 г. Рихард въвежда реформи в правото и разрешава също на изгонените евреи отново да се върнат в страната. Той участва редовно в съвещанията на Райхстага. При изборите на новия германски кайзер през 1519 г. във Франкфурт след получаване на подкуп той е на страната на Франсоа I от Франция. Обаче избран е Карл V. На имперското събрание във Вормс (1521) той настоява Мартин Лутер да се откаже от реформационните си опити и дори му предлага закрила и настаняване в Курфюрство Трир, но Лутер не према предложението.
Рихард фон Грайфенклау има проблеми с Франц фон Зикинген, който през есента на 1522 г. прави неуспешен опит да завладее град Трир. Рихард участва през пролетта на 1523 г. в похода на княжеския съюз против Зикинген, който губи и умира. Рихард престроява замъка Еренбрайтщайн на крепост.
Рихард умира през 1531 г. и е погребан пред един ренесансов епитаф в катедралата на Трир.

## Галерия
- Епископският герб на гробния олтар на Рихард фон Грайфенклау в катедралата на Трир
- Гробният олтар на Рихард фон Грайфенклау в катедралата на Трир